# Chiesa di San Francesco (Pontremoli)
La chiesa di San Francesco, che ha il titolo parrocchiale dei Santi Giovanni e Colombano, è un edificio sacro che si trova vicino al ponte Zambeccari a Pontremoli, in via Reisoli 3.

## Storia e descrizione
La chiesa, secondo la tradizione fondata nel 1219 dallo stesso San Francesco, luogo privilegiato di sepoltura per i pontremolesi, come attestano le pietre tombali risalenti a un periodo tra il XIV e il XVI secolo, fu ingrandita nel XV secolo e ancora all'inizio del XVIII, quando Giovan Battista Natali vi aggiunse il pronao d'accesso, il figlio Francesco affrescò le cappelle di San Francesco e Sant'Orsola, e tutto l'interno fu ridisegnato da ornati stucchi.
Il titolo di San Colombano e San Giovanni Battista venne assunto agli inizi del novecento. L'originaria chiesa di San Colombano dipendeva anticamente nel 1154 dall'Abbazia di San Caprasio di Aulla come luoghi ed hospitales per i pellegrini della Via Francigena ed in seguito dalla Pieve di Saliceto e divenne Parrocchia autonoma alla fine del XVI secolo sotto la titolazione dei SS. Colombano e Giovanni Battista, derivando la seconda dedicazione dalla contemporanea demolizione di una chiesa intitolata a San Giovanni Battista.
Nel 1913 con la demolizione dell'antica chiesa parrocchiale di San Colombano per la realizzazione del Ponte Zambeccari, la parrocchia dei SS. Giovanni e Colombano fu collocata nella Chiesa di San Francesco che ne assunse il titolo e le funzioni parrocchiali. Oggi la Chiesa fa parte di un complesso più ampio, il Convento di San Colombano, che accoglie il Seminario, il Liceo Classico Vescovile e la Biblioteca Nazionale Serra.
Fra gli arredi, un quattrocentesco bassorilievo in marmo policromo con un'elegantissima Madonna con Bambino attribuita ad Agostino di Duccio, una Crocifissione e santi di Guido Reni (1629), e alcuni dipinti entrati con la ristrutturazione settecentesca (San Francesco che riceve le stimmate di Giambettino Cignaroli, e San Giuseppe da Copertino del Bottani). Sulla cantoria a ridosso della parete di fondo del transetto di sinistra vi è l'organo a canne, costruito nel 1746 da Domenico Andrea Boschini. Il coro ligneo fu realizzato fra il 1506 ed il 1508 dall'intagliatore, intarsiatore ed architetto parmigiano Luchino de' Bonati, anche detto Luchino Bianchino.

## Galleria d'immagini

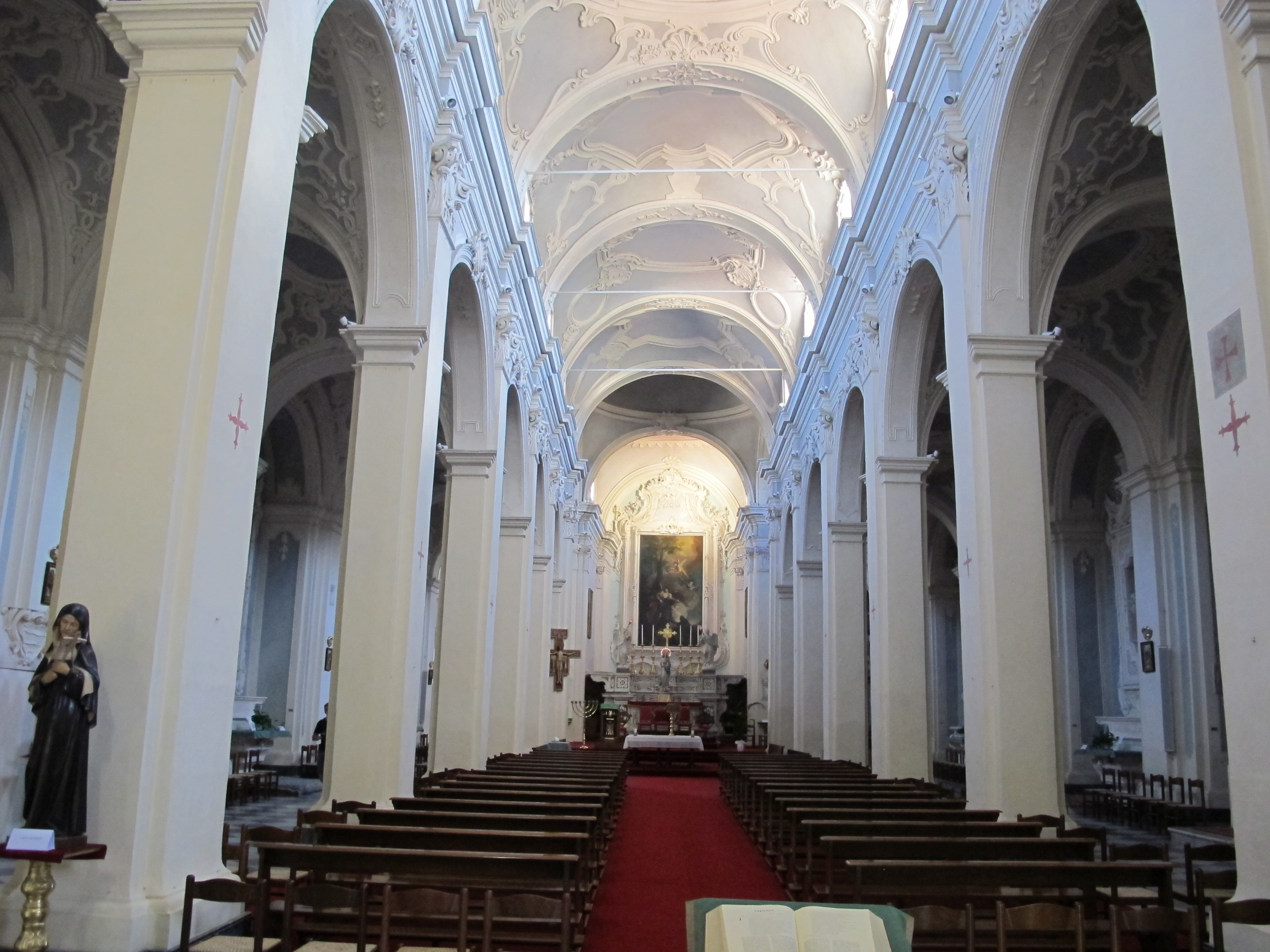
Interno
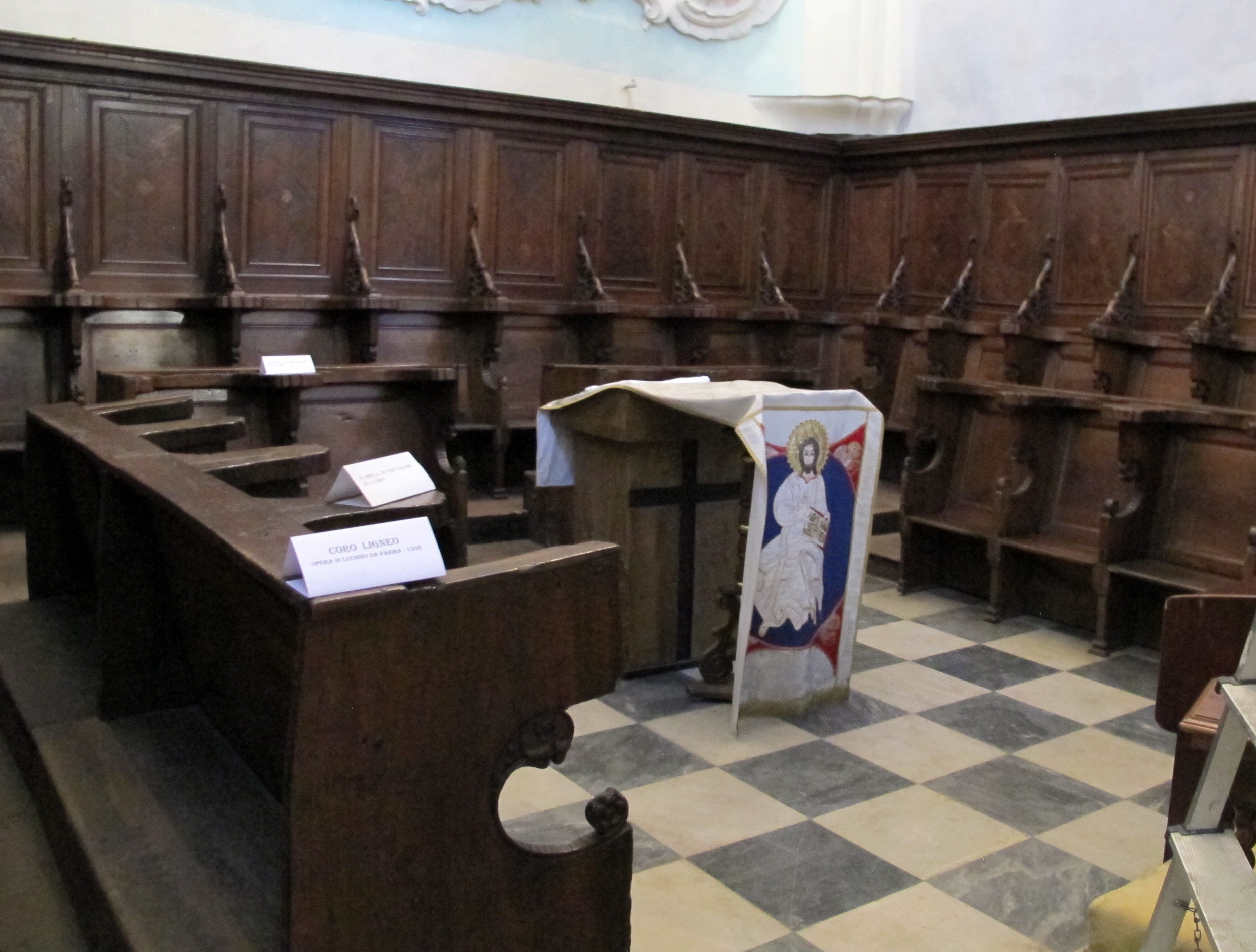
Il coro cinquecentesco
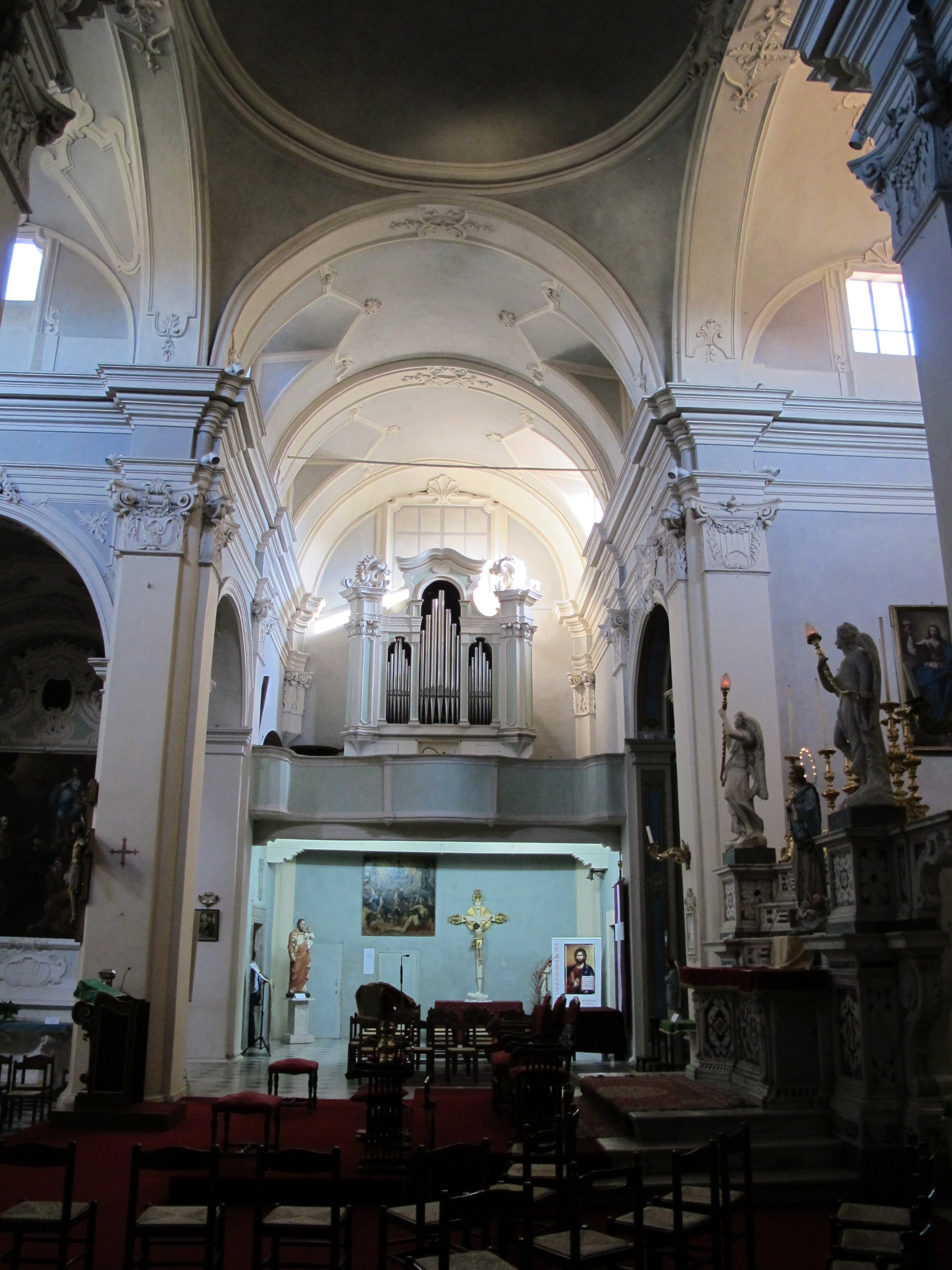
L'organo a canne
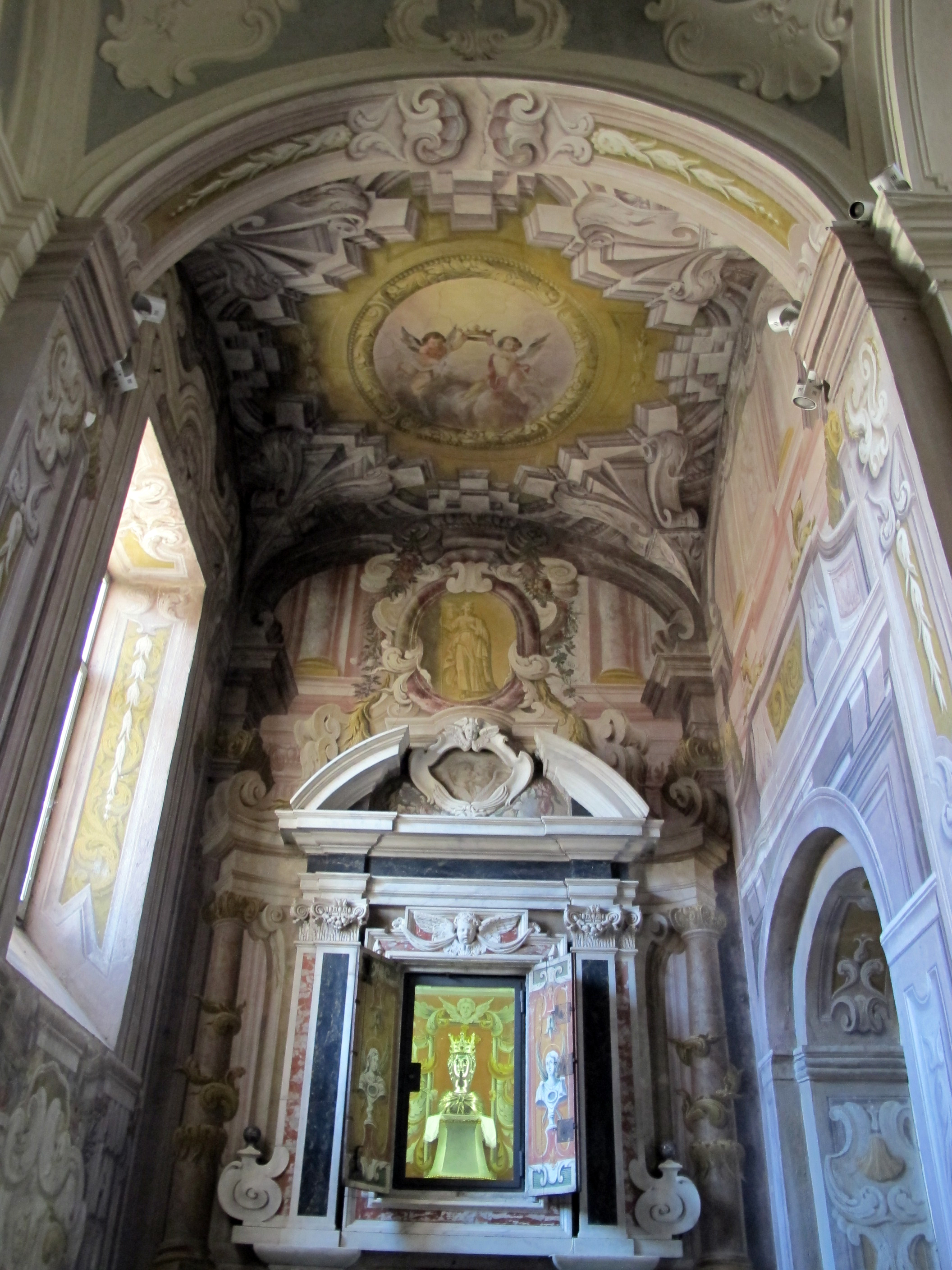
La cappella di Sant'Orsola
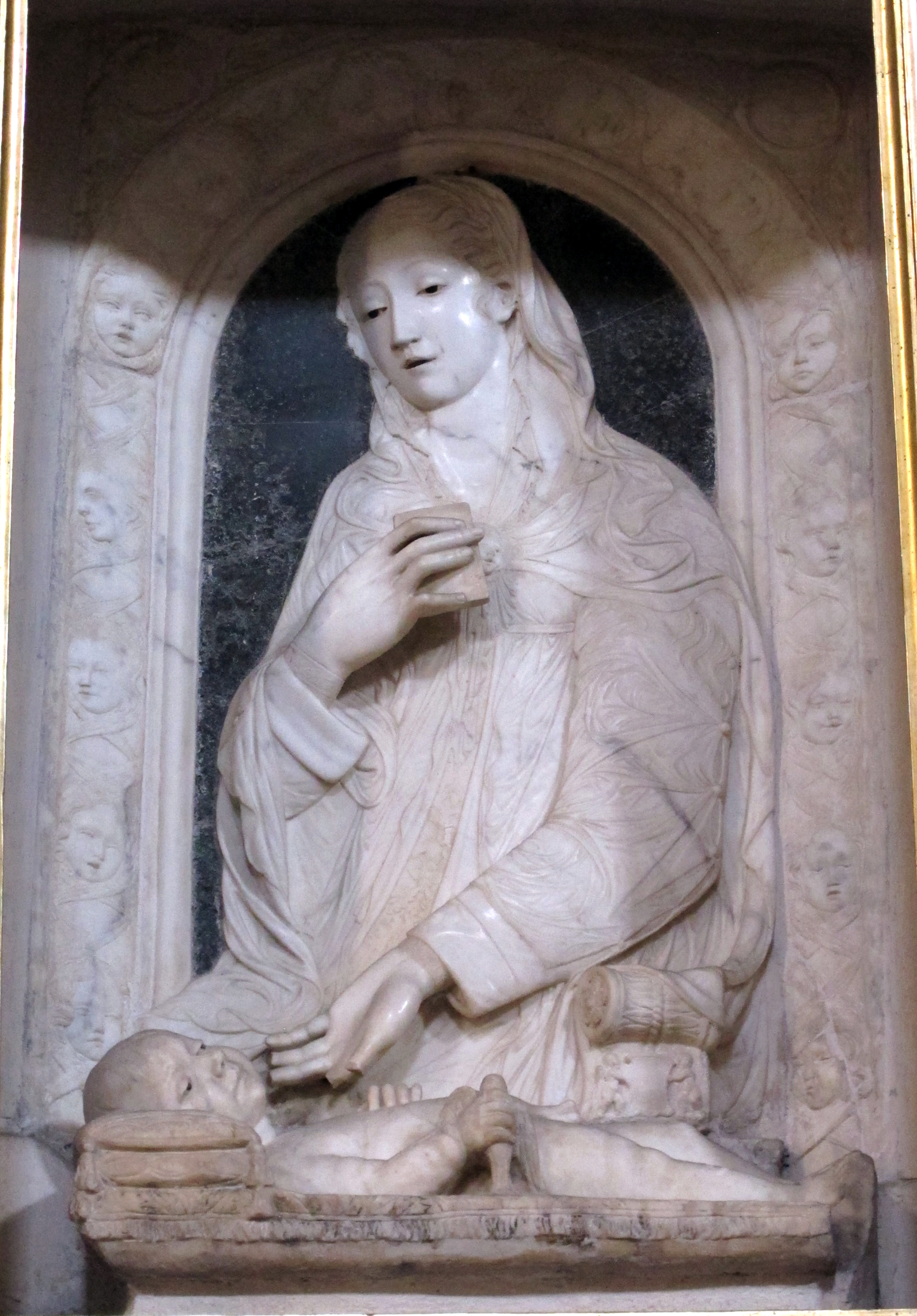
Madonna col Bambino, di Agostino di Duccio
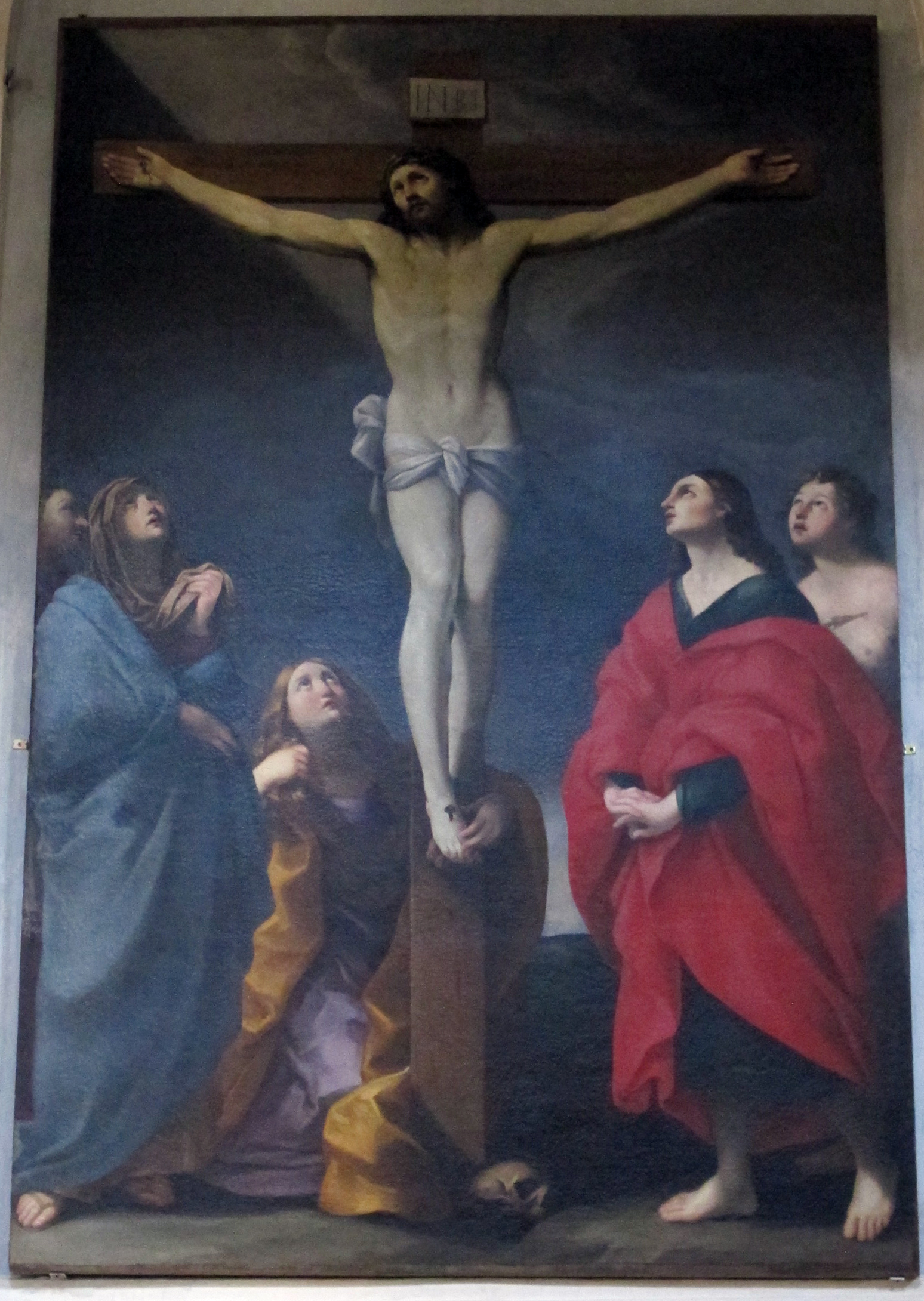
Crocifissione e santi, di Guido Reni